# Шефенгрунд
Шефенгрунд (њем. Schöffengrund) општина је у њемачкој савезној држави Хесен. Једно је од 23 општинска средишта округа Лан-Дил. Према процјени из 2010. у општини је живјело 6.316 становника. Посједује регионалну шифру (AGS) 6532018.

## Географски и демографски подаци
Шефенгрунд се налази у савезној држави Хесен у округу Лан-Дил. Општина се налази на надморској висини од 285 метара. Површина општине износи 34,1 km². У самом мјесту је, према процјени из 2010. године, живјело 6.316 становника. Просјечна густина становништва износи 185 становника/km².

## Међународна сарадња
| Мјесто        | Држава    | Врста сарадње | Од    |
| ------------- | --------- | ------------- | ----- |
| Пилишверешвар | Мађарска  | контакт       | 1995. |
| Шоре          | Француска | партнерство   | 1990. |
| Гедвед        | Данска    | контакт       | 1972. |
| Извор         |           |               |       |